# Komorni zbor RTV Slovenija
Komorni zbor RTV Slovenija (sprva Komorni zbor RTV Ljubljana) je komorni zbor, ki deluje pod okriljem ustanove Radiotelevizija Slovenija. Ustanovljen je bil leta 1937 in je neprekinjeno deloval od leta 1950 do leta 2005, ko ga je Glasbena produkcija RTV Slovenija zaradi pomanjkanja finančnih sredstev ukinila. Odtlej pod tem imenom deluje t. i. projektni zbor, v katerega RTV vsakokratno povabi razpoložljive pevce. Ansambel je svojčas užival sloves enega najboljših slovenskih in jugoslovanskih komornih zborov ter prejel vrsto odličnih kritik, nagrad in priznanj: nagrado Društva slovenskih skladateljev, nagrado Jugoslovanske radiotelevizije Orfej, nagrado BBC za najboljšo poustvaritev sodobne glasbe na mednarodnem tekmovanju »Naj narodi pojo« itd. Zbor je gostoval na številnih mednarodnih festivalih po Evropi, za radijski program pa je posnel vrsto del domačih in tujih skladateljev. Od ustanovitve dalje so ga vodili najvidnejši slovenski zborovski dirigenti.

## Zgodovina
Zgodovina prvega stalnega vokalnega ansambla Radia Ljubljana sega v leto 1934, saj je radio potreboval izvajalski in snemalni ansambel, ki bi bil na voljo programskim zahtevam. Tega leta je bil ustanovljen moški pevski zbor s 16 pevci, vodil ga je urednik in skladatelj Franc Kimovec. Dve leti pozneje je umetniško vodstvo prevzel Drago Mario Šijanec, ki je hkrati vodil tudi predvojni Simfonični orkester Radia Ljubljana. Zbor je v tem času pridobil nove člane ter postal mešani zbor. Med vojno je bilo delovanje radijskih ansamblov okrnjeno in prekinjeno, Šijanec pa je ob osvoboditvi na Radiu Ljubljana postal persona non grata in je emigriral v Argentino.
Po vojni je bil radijski zbor ustanovljen na pobudo vodje glasbenega oddelka Radia Ljubljana Cirila Cvetka, neposredno po osvoboditvi Slovenije konec meseca maja 1945. Cvetko je imel kljub svoji mladosti dotlej že veliko izkušenj z zborovodstvom, saj je med delovanjem v partizanih vodil številne vokalne skupine, ustanovil in dirigiral je tudi zboru Slovenskega narodnega gledališča, s katerim je nastopal v radijskih prenosih Radia Osvobodilne fronte. Novonastali Komorni zbor RTV Ljubljana je imel 42 članov, najboljših pevcev, ki so bili tedaj v Ljubljani in bližnji okolici na voljo. Prvič je javno nastopil v okviru sporeda RTV Ljubljana, 21. junija 1945, v okviru koncertne prireditve pa 14. septembra istega leta. Poleg zbora so nastopili še posamezni instrumetnalni in vokalni solisti ter Simfonični orkester RTV Ljubljana. Prvi povsem samostojni koncert zbora je bil 9. novembra 1945 v Ljubljani. V obdobju enega leta in pol od ustanovitve dalje je zbor nastopil v 166 radijskih oddajah in imel preko 200 koncertov po slovenskih naseljih, po taboriščih delovnih brigad, ter v Zagrebu. Posnel je 92 mehkih plošč, kakršne je Radio Ljubljana tedaj uporabljal za reproduciranje glasbe. Navkljub rekordnemu obsegu dela in izjemnemu uspehu je bil zbor oktobra 1946 razpuščen. 
France Marolt (1947) 

Milko Škoberne (1949-1962) 

Lojze Lebič (1962-1971) 

Marko Munih (1971-1979) 

Jože Fürst (1979-84) 

Mirko Cuderman (1984-1991) 

Tomaž Faganel (1991-1993) 

Matevž Fabijan (1993) 

Matjaž Šček (1993-1998) 

Urša Lah (1993-2002) 

Vodstvo Radia Ljubljana je naglo in nepremišljeno odločitev o ukinitvi popravilo tri mesece pozneje, ko je zbor spet pričel z delovanjem. 
Njegov novi vodja je bil France Marolt, ki je pred tem že uspešno ustanovil in vodil Akademski pevski zbor od leta 1926 do 2. svetovne vojne. Kljub temu je pod Maroltovim vodstvom delovanje zbora po nekaj mesecih zamrlo. Pevci zbora so se leta 1948 pridružili novo ustanovljenemu pevskemu zboru Slovenske filharmonije, ki ga je tedaj vodil Rado Simoniti. Radio Ljubljana je ponovno sprevidel, da za svoj program potrebuje lasten zbor, zato ga je leta 1949 spet ustanovil, čeprav so njegovi člani še vedno peli tudi v filharmoničnem zboru. 
Šele leto pozneje se je popolnoma osamosvojil in je nato v polni zasedbi (42 članov) deloval 54 let. Med letom 1949, ko si je ansambel nadel ime Komorni zbor Radia Ljubljana, in letom 1962, je bil dirigent zbora Milko Škoberne, ki je med vsemi dirigenti najdlje vodil zbor. Škoberne je kot obnovitelj zbora temeljito poskrbel za uresničevanje snemalnega programa in nakazal smernice profesionalne glasbene drže, ki so jih nadgradili njegovi nasledniki. Status zbora je bil sicer v vsej svoji zgodovini polprofesionalen, saj formalna (srednješolska ali visokošolska) glasbena izobrazba ni bila pogoj za članstvo, člani zbora pa niso prejemali finančnega nadomestila, s katerim bi se lahko v celoti preživljali. Povojni repertoar zbora so polnile partizanske in revolucionarne pesmi, slovenske ljudske in novejše pesmi, ter jugoslovanske in sovjetske pesmi. Polagoma se je slogovni in tematski nabor izvajanih skladb širil, saj je moral biti prilagodljiv trenutnim razmeram in potrebam radijske hiše. Ob ustanovitvi Televizije Slovenija in istočasnem nastanku podjetja RTV Ljubljana (1958) je tudi komorni zbor generično prevzel ime Komorni zbor RTV Ljubljana, saj je odtlej dalje svoje usluge namenjal tudi potrebam televizijskega programa. 
Konec leta 1962 je vodstvo zbora prevzel Lojze Lebič in v obdobju njegovega vodenja je Komorni zbor pridobil sloves enega najboljših jugoslovanskih zborov. Hkrati je dosegal tudi vidne uspehe v mednarodnem prostoru. Gostoval je na festivalu Musica antiqua Europae Orientalis v Bydgoszczu na Poljskem (1966), na 10. mednarodnem muzikološkem kongresu v Ljubljani (1966), na Flandrijskem festivalu v Bruslju (1968), na festivalih v Ohridu (1968), Dubrovniku (1969), na bienalu sodobne glasbe v Zagrebu (1969) ter v Jihlavi na Češkem in povsod dobil odlične ocene s strani občinstva in kritikov. Zbor je v tem obdobju gostoval tudi po Italiji in Avstriji samostojno ali s Simfoničnim orkestrom RTV Ljubljana. V obdobju Lebičevega vodstva so v domačih in tujih produkcijah nastale prve gramofonske plošče s posnetki zbora, zbor pa je prejel več nagrad in priznanj, mdr. dvakrat najvišje priznanje JRT (bronasta skulptura) za najboljše posnetke domačih skladb ter medaljo SOKOJ za delo pri propagiranju in uveljavljanju jugoslovanskega glasbenega ustvarjanja. Prejel je tudi prehodno plaketo medijske hiše BBC kot najboljši izvajalec sodobne glasbe na mednarodnem tekmovanju zborov Let the Peoples sing (1972). Leta 1967 je za uspehe z zborom Lojze Lebič prejel nagrado Prešernovega sklada.

Programsko usmeritev zbora so vselej narekovale predvsem potrebe radijskih programov, saj je bil zbor z namenom bogatenja uporabnega gradiva v radijskem arhivu tudi ustanovljen. Leta 1971 je Lebiča nasledil dirigent in radijski urednik Marko Munih, ki je nadaljeval uspehe na koncertnih odrih in na snemanjih. Leta 1972 je zbor prejel red dela z zlatim vencem, ponovno je gostoval v Dubrovniku (1975), na festivalu Srečanja z glasbo v Firencah (1977), na Tribuni glasbenega ustvarjanja v Opatiji (1978). Posnel in izdal je nove vinilne plošče ter prejel nagrado Društva slovenskih skladateljev (1978) za izvedbe del slovenskih avtorjev. Zbor je pomembno vplival na slovensko glasbeno produkcijo, posvečeno mu je bilo veliko število glasbenih del, ki so jih slovenski skladatelji skomponirali prav zanj in jih je nato krstno izvedel. Zborovska dela a capella in kantate so prispevali Darijan Božič, Vinko Globokar, Jakob Jež, Uroš Krek, Marijan Lipovšek, Pavel Merku, Alojz Srebotnjak, Pavel Šivic, Danilo Švara, Vilko Ukmar, Samo Vremšak, idr.
Muniha je leta 1979 nasledil Jože Fürst in razširil slogovni repertoar od obdobja renesančne in baročne glasbe predvsem domačih skladateljev (Jakob Gallus, Janez Krstnik Dolar, Gabrijel Plavec) do skrajne smeri sodobne glasbe. Krstno je izvedel skladbo Voie Vinka Globokarja. Programski izbor, ki ga je zbor obvladoval, je obsegal tudi klasicistična in romantična dela Mozarta, Wolfa in Roberta Schumanna.  Med pomembnejšimi koncerti pa je bilo gostovanje zbora v dunajskem Konzerthausu leta 1983. V treh povojnih desetletjih so poleg stalnih dirigentov zbor vodili tudi gostujoči dirigenti, največkrat Mladen Pozajić, Slavko Zlatić, Ernst Hoffmann, Gunther Theuring, Jože Hanc, idr. Tri desetletja je bil korepetitor zbora Andrej Jarc. Kot radijski ansambel je bil Komorni zbor RTV Ljubljana vselej v prvi vrsti snemalni korpus, pri čemer je bil njegov delež koncertnih nastopov manjši kot delež arhivskih snemanj v studiih pred mikrofoni, vendar je preko radijskih oddaj vselej nastopal za najširši krog poslušalcev. 
Med letoma 1984 in 1993 je zbor vodil dr. Mirko Cuderman, ki je bil pozneje dolgoletni vodja Slovenskega komornega zbora, vendar je v tem obdobju poustvarjalni izvajalski zanos zbora začel upadati. Marca leta 1991 je Slovenska filharmonija ustanovila Slovenski komorni zbor, ki je danes edini poklicni zbor v Sloveniji. Dirigenti zbora so se v naslednjih letih menjavali relativno hitro, saj vizija razvoja s programskega in kadrovskega vidika ni bila začrtana v skladu s potrebami zavoda RTV. Zbor so sicer nadalje vodili uspešni dirigenti Tomaž Faganel (1991-1993), Matjaž Šček (1993-1998), Urša Lah (1998-2002) in zadnji, Stojan Kuret (2002-2005), ki je pred tem dosegal vidne uspehe z Akademskim pevskim zborom Tone Tomšič. Vodstvo glasbene produkcije RTV se je iz varčevalnih razlogov odločilo zbor razpustiti in pod istim imenom projektno angažirati razpoložljive pevce nekajkrat letno.
Zapuščina zbora je ohranjena na številnih zvočnih posnetkih. Redki so danes še komercialno dostopni, ostale hrani fonotečni arhiv RTV Slovenija.

## Diskografija
- Vsi so prihajali (slovenske narodne pesmi, dir. L. Lebič), Jugoton LPY-V-708
- Antologija hrvatske glazbe 1 (srednjeveški fragmenti, Lukačič, Jelič, Skjavetič, Patricij, spevi iz zbornika Cithara octochorda; dir. L. Lebič); Jugoton ULPVS-18
- I Fiammminghi in Europa (moteti A. Willaerta in Ph. de Monte; dir. L. Lebič), Belgische Radio en Televisie-Nederlandse LMV30 005
- Moteti in madrigali (Gallus, Willaert, Monte, Gesualdo, Monteverdi; dir. L. Lebič), Helidon FLP 09-003
- Musica Slovenica (J. Jež, Do fraig amors; dir. L. Lebič), Helidon FLP 10-002
- Musica slovenica (D. Božič, Rekviem spominu umorjenega vojaka - mojega očeta; dir. D. Božič), Helidon FLP 10-003
- Musica slovenica (M. Kogoj, Črne maske, odlomki iz glasbene drame, s solisti ljubljanske Opere in Orkestrom RTV Ljubljana, dir. S. Hubad, dir. zbora L. Lebič), Helidon FLP 10-005
- Prospective 21 siecle - Ivo Malec (Lied, z Orkestrom RTV Ljubljana, dir. S. Hubad, dir. zbora L. Lebič), Philips 6521 017
- Hej, tovariši (partizanske pesmi, dir. M. Munih), Založba kaset in plošč RTV Ljubljana KD 6230
- Sodobna slovenska zborovska pesem (Jež, Srebotnjak, Vremšak, U. Krek; dir. M. Munih), Založba kaset in plošč RTV Ljubljana LD 1136
- Komorni zbor RTV Ljubljana (Martinu, Petrassi, Koszewski; dir. M. Munih), Založba kaset in plošč RTV Ljubljana LD 0529
- Ars musica Sloveniae (Gallus, Posvetne zborovske skladbe; dir. J. Fürst), Založba kaset in plošč RTV Ljubljana LD 0548, KD 0548
- Ars musica Sloveniae (V. Parma, Ksenija, s solisti ljubljanske Opere in Orkestrom RTV Ljubljana; dir. S. Hubad, dir. zbora M. Munih), Založba kaset in plošč RTV Ljubljana LD 0771, KD 0771
- Slovenski solisti — Vanda Gerlovič (Puccini, Odlomki iz opere Madame Butterfly, z Orkestrom RTV Ljubljana; dir. S. Hubad, dir. zbora L. Lebič), Helidon FLP 06-004
- Darijan Božič, Štirinajsta, koncertantna drama (z recitatorji iz ljubljanske Drame in Orkestrom RTV Ljubljana; dir. D. Božič, dir. zbora J. Fürst), Založba kaset in plošč RTV Ljubljana LD 0685 A 2
- Alojz Ajdič, Ravensbrück, kantata (z zborom "France Prešeren" in Orkestrom RTV Ljubljana; dir. A. Nanut, dir. KZ J. Furst), Založba kaset in plošč RTV Ljubljana LD 0799
- Janko Ravnik (štiri zborovske skladbe, dir. M. Munih in I. Lebič), Založba kaset in plošč RTV Ljubljana LD 0801
- Vinko Globokar (Voie, z Orkestrom RTV Ljubljana; dir. V. Globkar, dir. zbora J. Fürst), Založba kaset in plošč RTV Ljubljana LD 0803
- Jakob Jež (Brižinski spomeniki, z M. Gregoračem, J. Stabejem in Orkestrom RTV Ljubljana; dir. L. Lebič), Založba kaset in plošč RTV Ljubljana KD 0877
- Ars musica Sloveniae (Gallus, Missa ad imitationem Pater noster, Missa super Locutus est Dominus; Moysen ad Moysen dicens; dir. J. Fürst), Založba kaset in plošč RTV Ljubljana LD 0966, KD 0966
- Komorni Zbor RTV Ljubljana, dir. Lojze Lebič (Brahms, Schumann, Lajovic, Adamič, Fišer, Krek) ZKP RTVL ‎– LD 1259[1]
- Božične pesmi, Simf. orkester RTV, Komorni zbor RTV, APZ Tone Tomšič, ZKP, CD 105197, Ljubljana, 2000  Predogled Božičnih pesmi s KZ na spletni strani Nokia[mrtva povezava]
- Felix Mendelssohn, Pesmi, KZ RTV SLO, S. Vrhovnik, P. Gantar (2011), CD 112096 [2]
- Jakob Gallus, KZ RTV SLO, S. Vrhovnik, H. Speck, D. Marinčič, T. Sevšek (2011), CD 112126 [3]
- Benjamin Ipavec, Anton Lajovic, Radovan Gobec; KZ RTV SLO (2012), fir. Fojkar-Zupančič, Ploj-Peršuh, Martinjak, CD 112669 [4]

- Predogled pesmi, ki so na voljo v spletni trgovini Amazon